# الذبابي
 الذبابي  أو التبابي المنقط (المبقع) أو خاطف الذباب المرقط أو  خطاف الذباب الأنقط (بالإنجليزية: Spotted Flycatcher)‏ و (الاسم العلمي: Muscicapa striata) ، الذبابي: يقال أن تسمية هذا الطائر ب ـ  التبابي أو الذبابي، لأنه يتب أي يراقب الذباب بحذر ومن ثم يصطادها ويتغذى عليها، ومنها جاءت هذه التسمية المحلية.
طائر مهاجر في أوائل الخريف وأواخر الربيع وقد يشاهد قليلاً في شهور أخرى، يألف الأشجار في الحدائق والمنتزهات والمناطق الزراعية، والواحات كواحة كلكادي وأماكن تجمع المياه والمستنقعات كمستنقع لمبير ملكي خلف سد جابر.
بالإضافة إلى هذا النوع من الذبابي يتواجد نوعان آخران هما « ذبابي أحمر الصدر » و« ذبابي النصف مطوق » (متعدد الألوان).

## المشخصات
يغطي اللون البني الرمادي سطحه الظهري، أما السطح البطني والصدر فلونه فاتح أو شاحب وقلنسوة مخططة.
يتميز « ذكر النصف مطوق » بأنه أسود وأبيض، بينما الأنثى لونها بني مع بقع بيضاء على الأجنحة في كليهما (الذكر والأنثى).
يتميز « الذبابي أحمر الصدر » بأنه أصغر حجماً من الذبابي النصف مطوق، وتوجد علامات بيضاء على الذيل وهو دائم الحركة.
يجثم على الفروع الناتئة (البارزة) في انتظار الحشرات أو الذباب العابر حيث يتغذى عليها ثم يعود مرة أخرى إلى مكانه.

## معرض صور

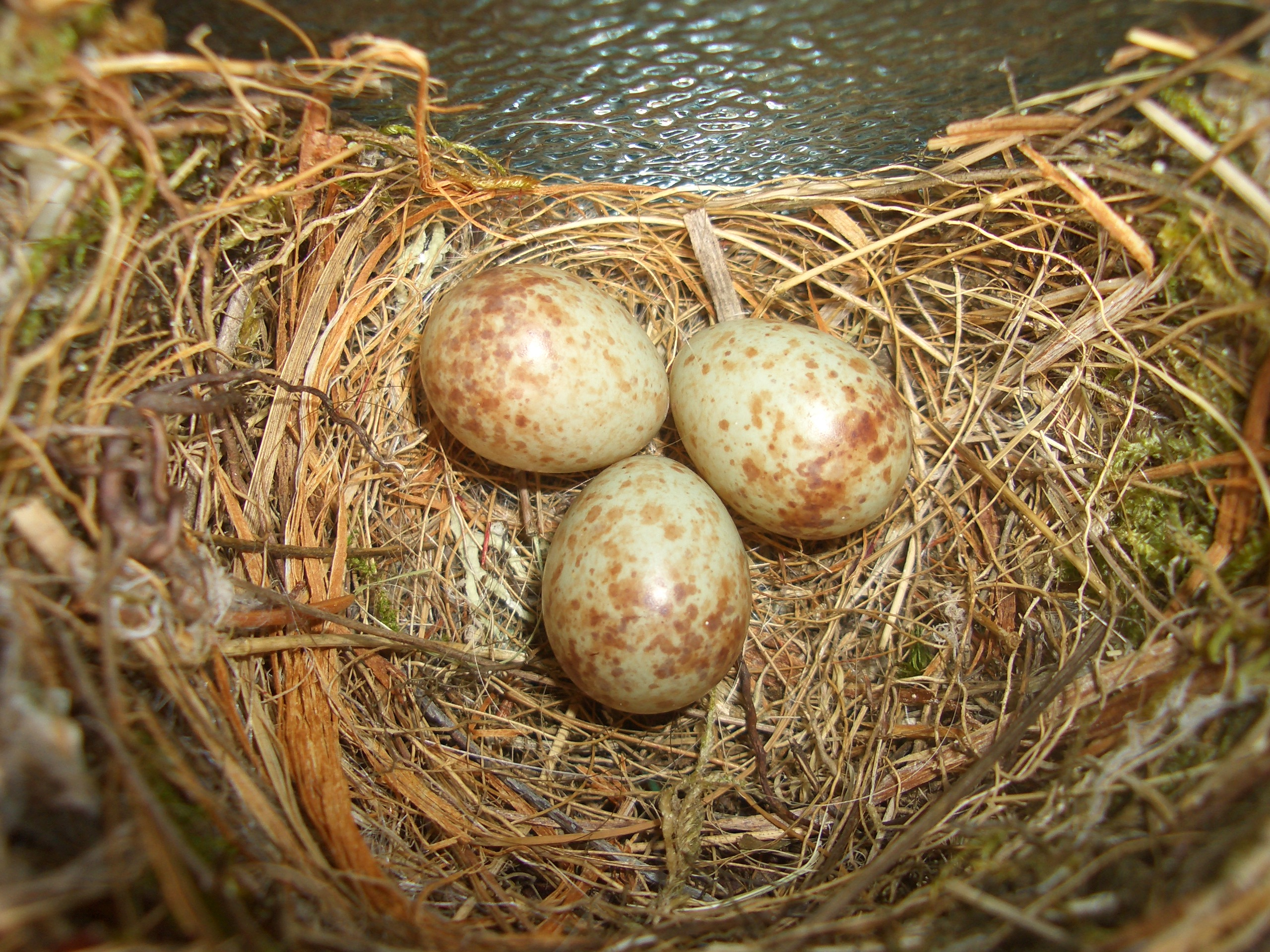
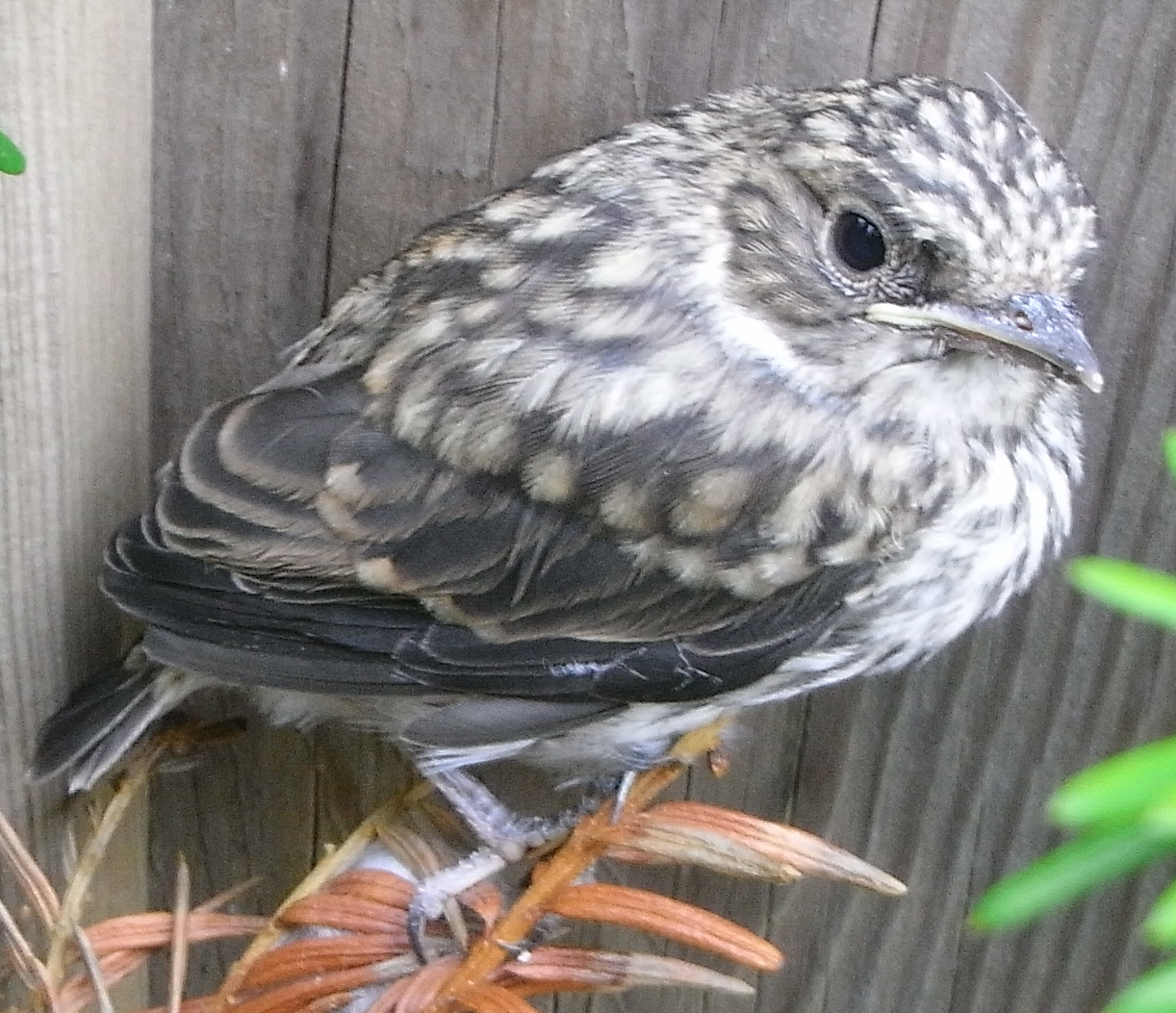
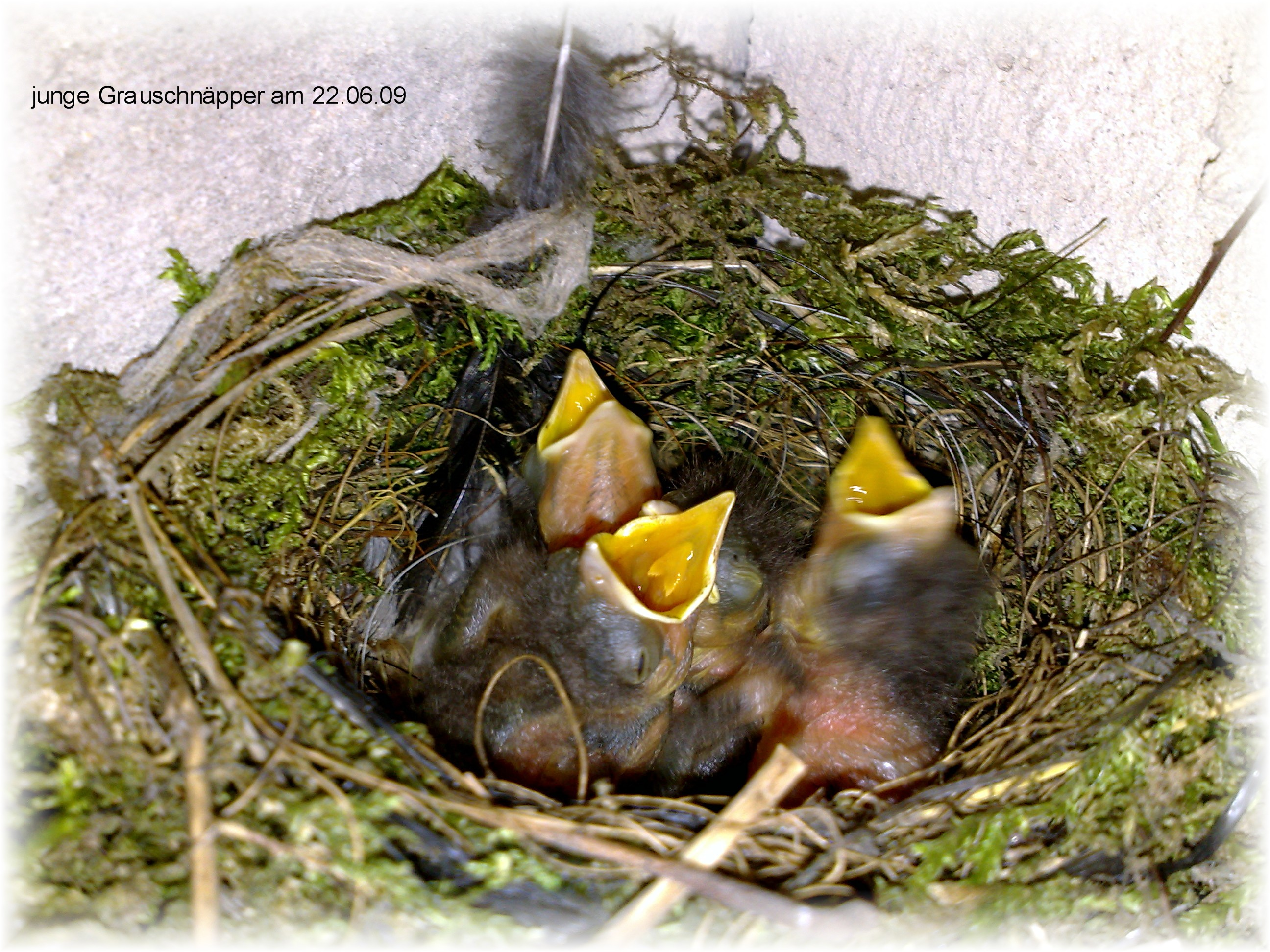
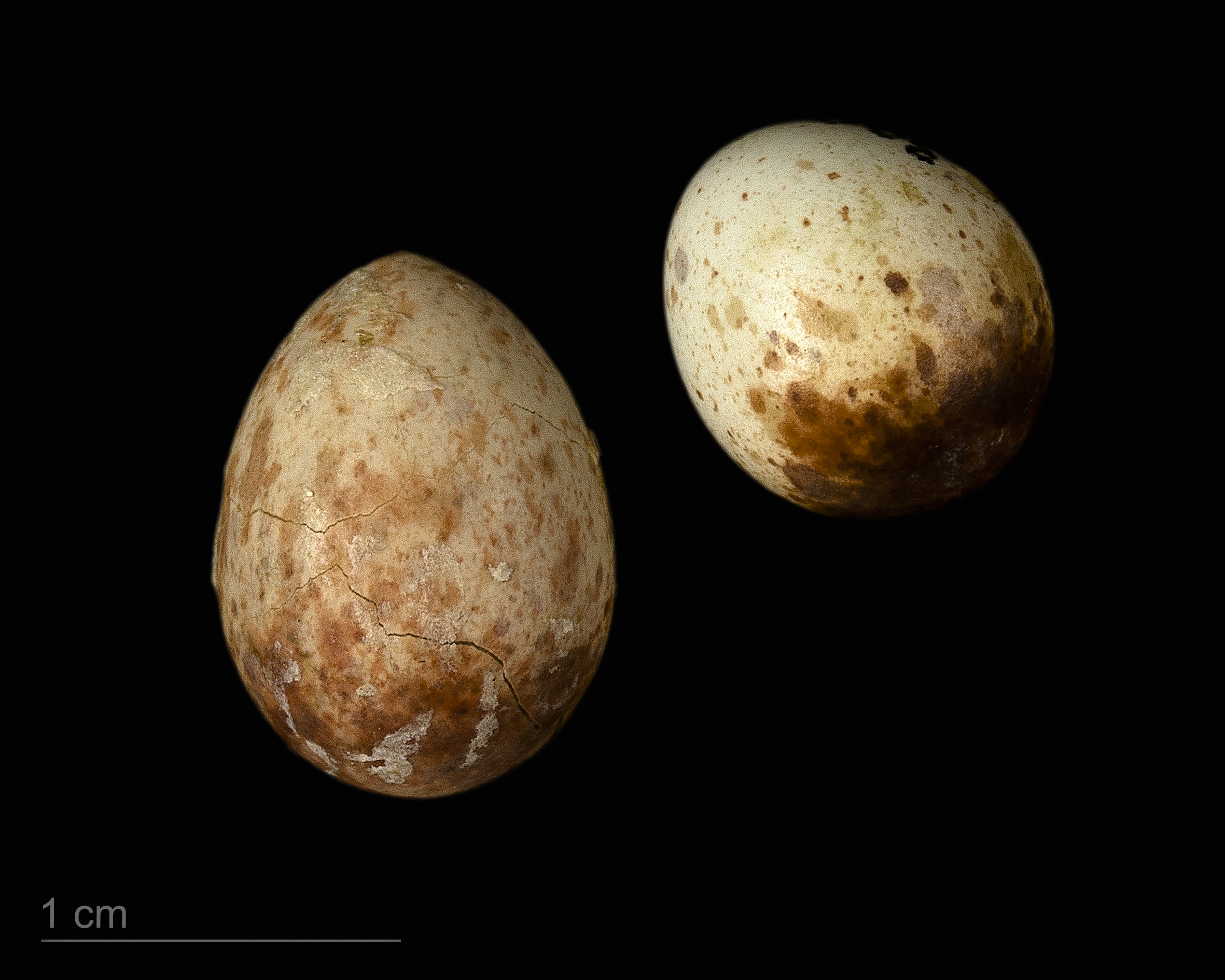
Muscicapa striata striata